# Henri-Edmond Cross

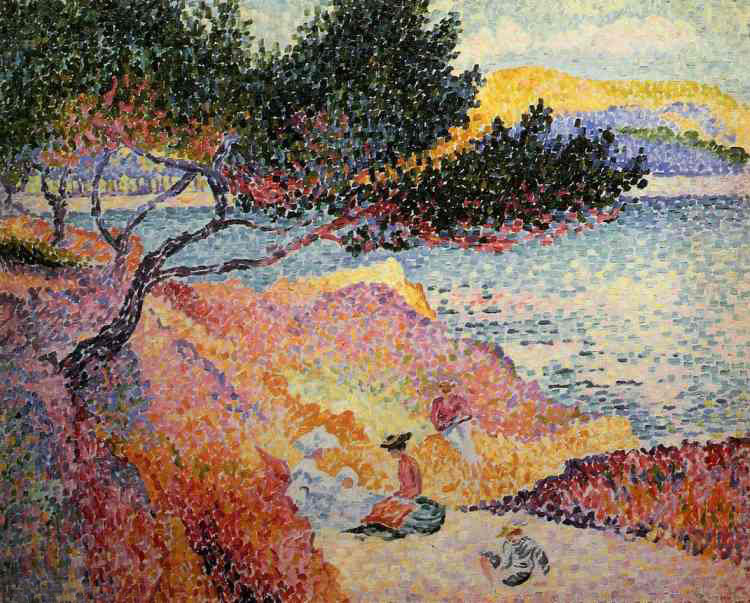
De baai van Cavalière, 1906, Musée de l'Annonciade, Saint-Tropez

Henri-Edmond Cross (Douai, 20 mei 1856 – Saint-Clair, 16 mei 1910) was een Frans kunstschilder die onder meer werkte in de stijl van het pointillisme.
Cross, die eigenlijk Henri-Edmond Delacroix heette, verengelste in 1883 zijn achternaam om te dienen als zijn artiestennaam. (Zijn moeder was van Britse afkomst.) Hij groeide op in Rijsel en volgde eerst een rechtenstudie. Daarna leerde hij schilderen bij François Bonvin en studeerde hij aan de École des Beaux-Arts.
Cross werkte aanvankelijk in de stijl van het realisme met gebruikmaking van vrij zware kleuren. Zijn palet lichtte op toen hij kennismaakte met het werk van Claude Monet en Georges Seurat.
Met de neo-impressionisten Seurat en Paul Signac richtte hij in 1884 de Société des Artistes Indépendants op. Met name onder invloed van Signac ging hij over op de stijl van het pointillisme. Hij gebruikte daarbij niet zozeer stippels, maar grotere penseelstreken.
Cross vervaardigde portretten, naakten, stillevens en marines. Hij gebruikte vooral primaire kleuren, waarmee hij kan worden beschouwd als een voorloper van het fauvisme. Naast zijn werk in olieverf vervaardigde hij vele aquarellen.